# Wohn- und Wirtschaftsgebäude Duddenhausen 37
Das Wohn- und Wirtschaftsgebäude Duddenhausen 37 in Bücken-Duddenhausen in der niedersächsischen Samtgemeinde Grafschaft Hoya stammt vom 19. Jahrhundert.
Es wird aktuell (2023) als Wohnhaus genutzt.
Das Gebäude steht unter Denkmalschutz (siehe auch Liste der Baudenkmale in Bücken).

## Beschreibung
Das eingeschossige traufständige verklinkerte Querdielenhaus in L-Form mit Satteldach wurde um 1900 gebaut. Um 1920 kam das Zwerchhaus hinzu.
Zur Hofanlage gehören weitere rückwärtige Nebengebäude.
Das Niedersächsische Landesamt für Denkmalpflege befand: „… geschichtliche Bedeutung … als ungestört erhaltenes Beispiel eines Querdielenhauses …“